# Pseudohomaloptera
Genre
Pseudohomaloptera est un genre de poissons d'eau douce téléostéens de la famille des Balitoridae (ordre des Cypriniformes).

## Répartition
Les espèces du genre Pseudohomaloptera se rencontrent en Asie.

## Liste des espèces
Selon World Register of Marine Species (8 avril 2024) :
- Pseudohomaloptera batek (Tan, 2009)
- Pseudohomaloptera leonardi (Hora, 1941)
- Pseudohomaloptera sexmaculata (Fowler, 1934)
- Pseudohomaloptera tatereganii (Popta, 1905)
- Pseudohomaloptera vulgaris (Kottelat & Chu, 1988)
- Pseudohomaloptera yunnanensis (Chen, 1978)

## Classification
Le nom valide complet (avec auteur) de ce taxon est Pseudohomaloptera Silas (d), 1953,.

## Étymologie
Le nom générique, Pseudohomaloptera, composé du grec ancien ψευδής, pseudếs, « faux », et du genre Homaloptera, fait référence à la ressemblance extérieures de ces deux genres

## Publication originale
- (en) E. G. Silas, « Classification, Zoogeography and Evolution of the Fishes of the Cyprinoid Families Homalopteridae and Gastromyzonidae », Records of the Indian Museum, Calcutta, Inconnu, vol. 50, no 2,‎ 1953, p. 173-263 (ISSN 0375-099X, OCLC 1427183, DOI 10.26515/RZSI/V50/I2/1953/162072, lire en ligne).